# Acrochordonichthys mahakamensis
Acrochordonichthys mahakamensis — вид риб з роду Acrochordonichthys родини Akysidae ряду сомоподібні.

## Опис
Загальна довжина сягає 8,3 см. Голова помірно сплощена.  очі невеличкі. Є 4 пари короткуватих вусів. Тулуб подовжений з тонким хвостовим стеблом і трохи піднятою спиною. Скелет складається з 41 хребця. У спинному плавці є 1 колючий і 5 м'яких променів, в анальному — 8 м'яких променів. Передній край анального плавця округлий. Жировий плавець невеличкий, з'єднаний зі спинний плавець низьким гребенем. У самців статевий сосочок гострокінечний, довгий. Хвостовий плавець витягнутий, трохи звужений з маленькою виїмкою.
Загальний фон світло-коричневий з темними цятками на голові й тулубі. Хвостовий плавник поцятковано.

## Спосіб життя
Біологія вивчена недостатньо. Є демерсальною рибою. Воліє до прісної води. Зустрічається у водоймах з невеличкою течією та піщано-кам'янистим дном. Вдень тримається біля ґрунту. Активна вночі. Живиться дрібними водними безхребетними.

## Розповсюдження
Мешкає в річці Махакам (південь о. Калімантан, Індонезія). Звідси походить видова назва цього сома.